# لو أن يوما ما

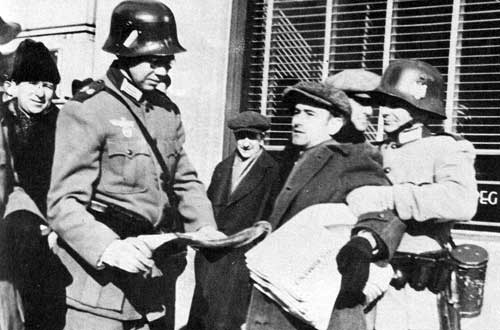
جنود ألمان مزيفون يضايقون شخصًا يحمل صحيفة أثناء "لو أن يوما ما"

لو أن يومًا ما، بالفرنسية لو يومًا واحدًا، أُطلق على الغزو والاحتلال الألماني النازي الزائف على المدينة الكندية وينيبيغ، مانيتوبا والمناطق المحيطة بها، في التاسع عشر من فبراير عام 1942، أثناء الحرب العالمية الثانية. قام هذا الحدث بتنظيم من المنظمة الكبرى لسندات النصر بـ وينيبيغ، والتي كان يرأسها رجل الأعمال البارز في وينيبيغ جون درايبر بيرين. وقد كان هذا الحدث بمثابة أضخم حدث عسكري في وينيبيغ حتى تلك اللحظة.
وشهد ذلك اليوم عدة أحداث شملت حدوث معركة مزيفة لتبادل إطلاق النار بين جنود كنديين وآخرين متطوعين متنكرين في زي جنود ألمان، واعتقال بعض السياسيين البارزين، وفرض الحكم النازي، وأخيرًا إقامة استعراض عسكري. وتمثل الغرض من هذا الحدث في جمع تبرعات لدعم جهود الحرب؛ حيث جمع في وينيبيغ في هذا اليوم ما يزيد عن ثلاثة ملايين دولارًا كنديًا C$. وكان هذا الحدث موضوع فيلم وثائقي أُعِدّ في عام 2006، كما ورد الحديث عنه في فيلم مدينتي وينيبيغ الذي كتبه جاي مادين.

## الخلفية

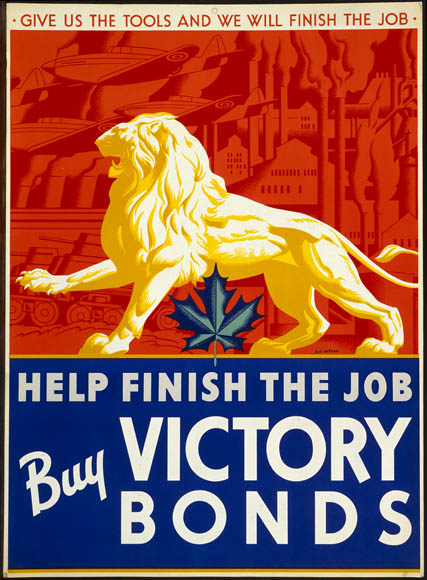
ملصق سندات النصر الكندية لـ ألفريد جوزيف كاسون بعنوان أعطونا الأدوات 1941

كان حدث «لو أن يومًا ما» حملة أحكمت دراستها بغرض الترويج لشراء سندات الحرب. وهذه السندات التي كانت قروضًا تقدم إلى الحكومة، لتسمح بزيادة تمويل الحرب، كان يتم بيعها إلى الأفراد وكذلك الشركات في كافة أنحاء كندا. وكانت حملة «لو أن يومًا ما» من أجل بيع قروض النصر هي الثانية خلال الحرب العالمية الثانية. وقد بدأت تلك الحملة في السادس عشر من فبراير عام 1942، واستمرت حتى التاسع من مارس. واستهدف جمع حوالي 45 مليون دولارًا من مانيتوبا (أي ما يعادل 620 مليون دولارًا في عام 2011))، اشتمل نصيب وينيبيغ على 24 مليون دولارًا. ونظمت اللجنة الكبرى المعنية بسندات النصر في وينيبيغ هذا الحدث، تحت قيادة رئيس اللجنة جون درايبر بيرين، وكانت تلك اللجنة فرعًا إقليميًا لللجنة القومية لتمويل الحرب. وقد اعتقد منظمو هذا الحدث أن إحداث الحرب أمام أعين الناس (أو بالأحرى تزييفيها)، سيؤدي إلى تغيير في الاتجاهات والمواقف بين أولئك الذين لم يلحق بهم أذى الحرب.
وقد وضعت اللجنة خريطة لمانيتوبا، والتي كانت مقسمة إلى خمسة وأربعين مقاطعة، يمثل كل منهم هدفًا لجمع مليون دولارٍ، وقد كان بمجرد جمع الأموال من تلك السندات المباعة، أن يتم «استرداد» هذه المقاطعات من الغازين الألمان، كما نشرت تلك الخريطة في زاوية تقاطع طريق بورتيغ وماين، هذا التقاطع الرئيسي في المدينة. وقبل أيام قليلة من الحدث، تم الإعلان عن تلك الحملة في الصحف المحلية، بالرغم من أن العديد من المواطنين قد أخذوا على حين غرة جراء تلك المفاجأة، ولمنع الإسراع في اللجوء إلى ملاجئ الطوارئ، تم تحذير سكان ولاية مينيسوتا الشمالية المجاورة، وذلك نظرًا لتمكن وصول النشرات الإذاعية التي تعمل على تهويل الحدث إلى تلك المنطقة. كما حلقت طائرات سلاح الجو الملكي الكندي فوق المدينة في الثامن عشر من فبراير عام 1942، تلك الطائرات التي قاموا بطلائها لتظهر وكأنها طائرات ألمانية محاربة. وأما مدينة سيلكيرك، وهي مدينة صغيرة تقع شمال شرق وينيبيغ، فقد تحملت بنفسها أمر جمع الأموال الزائف، وقامت بقطع الكهرباء لمدة ساعة، وأطلقت تفجيرات زائفة، وذلك في الثامن عشر من فبراير 1942، استعدادًا للحدث الرئيسي الذي يدعى «لو أنّ يومًا ما».